# Weißflecken-Goldschnepfe
Die Weißflecken-Goldschnepfe (Nycticryphes semicollaris) ist eine Vogelart aus der Familie der Goldschnepfen (Rostratulidae), die stark fragmentiert in Paraguay, dem südöstlichen Brasilien bis ins südliche zentrale Argentinien und zentrale Chile vorkommt. Die Art gilt als monotypisch. Der Bestand wird von der IUCN als potenziell gefährdet (Near Threatened) eingeschätzt.

## Merkmale
Die Weißflecken-Goldschnepfe erreicht ein Körpergewicht von durchschnittlich 72,4 (Männchen) bis 73,8 g (Weibchen)  bei einer Körperlänge von etwa 19 bis 23 cm. Die Schnabellänge ist bei Männchen durchschnittlich 31,1 mm und bei den Weibchen 33,2 mm, die Flügellänge bei Männchen durchschnittlich 104,5 mm und der Weibchen von 119,9 mm und des Schwanzes bei beiden Geschlechtern von 53 mm. Der Kopf und die Brust sind schokoladenbraun, der Oberkopf dunkler mit einem breiten weißen bis cremefarbenen mittleren Oberkopfstreifen und undeutlichen und schmalen Augenbrauenstreifen, die sich bis hinter das Auge ziehen. Die Ohrdecken haben oft undeutliche gelbbraune und dunkle Markierungen. Der Rücken, die Schulterfedern und Schirmfedern sind dunkelbraun bis schwärzlich mit blassweißen Fransen. Zwei markante weiße Streifen verlaufen durch die Schulterfedern bis zu den Seiten von Hals und zur Brust, wobei die Streifen der Schulterfedern oft cremefarben bis dunkelzimtfarben werden. Diese Streifen bilden eine V-Form auf der Oberseite. Der hintere Rücken, der Bürzel, und die Oberschwanzdecken sowie die Steuerfedern sind braun bis graubraun mit feinen schwärzlichen Zeichnungen. Die unteren Oberflügeldecken sind schwärzlich und braun mit gelbbraunen Markierungen. Die mittlere und innere drei bis fünf großen Oberflügeldecken sind schwarz und haben markante weiße Flecken. Die Hand- und Armschwingen sind dunkelbraun mit deutlichen weißlichen bis hellgelben Flecken. Die Spitze der Armschwingen ist ebenfalls weiß. Der hintere Bereich der Unterseite, die Unterschwanzdecken und die meisten Unterflügeldecken sind weiß. Die Seiten und Flanken haben einen gräulich-gelblichen bis cremefarbenen Schimmer. Die kleinen Ränder der Unterflügeldeckel sind dunkel und einige Handdecken weisen dunklen Streifen oder Flecken auf. Bei beiden Geschlechtern unterscheidet sich das endgültige Grundgefieder vom Übergangskleid von Jugend- auf Erwachsenenkleid. Das Grundgefieder ist im Durchschnitt breiter, wirkt frischer und weniger abgenutzt als dies der Fall in den erhaltenen Jugendfedern ist. Die neuen Kline sind von den inneren zu den äußeren Schwungfedern und von den äußeren zu den inneren Armschwingen mit Ausnahme der Schirmfedern erkennbar. Manche Individuen durchlaufen eine Staffelmauser, bei der zwei bis drei Schwungfedersätze vorhanden sind, erkennbar an den abgenutzten Außenfedern neben neueren Innenfedern. Die Armschwingen können auch mehrere Generationen von Federn an verschiedenen Positionen aufweisen. Das Jugendgefieder ist matter und blasser als das des Grundgefieder von ausgewachsenen Vögeln. Der weiße Oberkopf, die Rückenstreifen und die Flecken an den Schulterfedern, die mittleren und inneren Oberflügeldecken des Grundgefieders sind reduziert und durch gelbbraune oder cremefarbene ersetzt. Der Rückenstreifen reicht oft nicht bis zu den Halsseiten. Der Rest des Kopfes, der Oberseite und der Brust ist bräunlich bis graubraun mit weißlichen und dunklen Flecken und ohne das dunkle Schokoladenbraun des späteren Gefieders. Die Steuerfedern der Jungtiere sind schwacher und schmaler als die endgültige Steuerfedern, wobei die äußeren Federn mit gelbbraunen oder cremefarbenen Fransen versehen sind. Küken haben bräunliche bis rotbraune Daunenfedern mit einem schwarzen Stirnband. Zwei weiteren Bändern ziehen sich vom Auge über die Seite des Halses und weitere zwei vom Schnabel verlaufen parallel nach unten und verbreitern sich hin zum Schwanz.

## Lautäußerungen
Die Weißflecken-Goldschnepfe ist meist stumm. Es wurden bisher nur wenige kurze Lautäußerungen aufgezeichnet. Die Art schreckt im Allgemeinen lautlos auf, wenn sie entdeckt wird. Küken können kurz vor dem Schlüpfen ein wiederholtes, scharfes Zirpen aus dem Inneren des Eis von sich geben. Jungvögel geben laute, sich wiederholende Rufe von sich, während sie ihren Eltern folgen. Während der Brutzeit wurde berichtet, dass Erwachsene in der Dämmerung einen klagenden Pfeifruf ausstoßen und andere darauf reagieren, während sie in der Dämmerung ihren Kopf bewegen. In Gefangenschaft wurde ein kurzes, fast zischendes Krächzen registriert.

## Fortpflanzung
Die Weißflecken-Goldschnepfe ist vermutlich monogam und lebt ein halbkoloniales Brutsystem. Es wurden von fünf bis zehn nistende Vögel im selben Gebiet berichtet. Im Gegensatz zu anderen Goldschnepfen wurde bisher kein polyandrisches Paarungssystem beobachtet. Die Weibchen legen normalerweise zwei Eier in ein Nest, das auf dem Boden, manchmal im Schlamm, aber auch auf der Vegetation platziert wird. Sie brütet hauptsächlich im südlichen Frühling und Sommer, bei optimalen Bedingungen aber vermutlich das ganze Jahr über. Die Brutzeit beginnt im mittleren bis späten Winter im Juni/August mit der Balz und Paarbildung. Nester und Eier wurden hauptsächlich von August bis November gefunden. Viele Schnepfen in Argentinien sind im Dezember legebereit. Bereits im September wurden schlüpfende Eier und Küken gemeldet. Bis in den späten Sommer von Februar bis März konnten flügge Vögel beobachtet werden. Die Variabilität der Brutzeit ist vermutlich durch die unterschiedlichen Lebensraumbedingungen im Jahresverlauf und an verschiedenen Standorten bedingt. Es wird vermutet, dass sie zweimal im Jahr brütet. Weitere Forschungen sind erforderlich um dies zu bestätigen. Das Nest befindet sich normalerweise ebenerdig im Schlamm, oft umgeben von Wasser, oder in dichter Vegetation in Sümpfen, Feuchtwiesen oder am Rande eines Baches oder offenen Gewässers, einschließlich von Flussmündungen. Der Nistplatz ist oft feucht und teilweise mit niedriger Vegetation verwachsen, sodass die Eier knapp über dem Boden liegen und so vor Überschwemmungen durch Wasserstandsschwankungen geschützt sind. Es wurden auch Nester drei Meter vom Wasser entfernt in einem Bereich mit 20 bis 40 cm hohem Gras entdeckt. Das Nest ist ein einfaches Nest aus Gras und Schilfhalmen, das auf Schlamm oder nasser Vegetation am Boden ruht. In Córdoba in Argentinien wurden Nester über grasähnlichen Pflanzen der Gattung Distichlis entdeckt. Die Nester haben einen Durchmesser von 9 bis 10 cm und eine Tiefe von 0,5 bis 2 cm. Die Eier sind im Schnitt 34 mm × 24,5 mm groß. Die Eier sind ockerfarben oder cremefarben mit unterschiedlichen kastanienbraunen, schwarzen, braunen oder grauen Markierungen. Ein Gelege besteht aus zwei Eiern, selten auch aus drei. Eine Studie in Brasilien ergab, dass sich beide Eltern um das Bebrüten und die Aufzucht kümmern. Es gibt keine genauen Informationen, aber die Brutzeit beträgt vermutlich 15 bis 18 Tage. Die Küken sind Nestflüchter und folgen ihren Eltern kurz nach dem Schlüpfen. Ihr Gefieder ist überwiegend braun mit dunklen Streifen. Der Schnabel und Beine sind schwarz. Während dieser Zeit folgen die Küken einem erwachsenen Elternteil und geben dabei laute, sich wiederholende Rufe von sich. Jungvögel wurden in Begleitung von Altvögeln auf Nahrungssuche beobachtet.

## Verhalten und Ernährung
Die Weißflecken-Goldschnepfe ernährt sich in seichtem Wasser und schlammigen Bereichen rund um deren Vegetation. Sie durchsucht das Wasser nach Nahrung, das höchstens so tief ist, dass die Füße und einen Teil seiner Beine vom Wasser bedeckt sind. Sie bewegt den Schnabel halbkreisförmig, wobei sie Ober- und Unterschnabel öffnet und schließt. Die Spitze des Schnabels bleibt dabei unter Wasser. Die Nahrungssuche findet tagsüber und nachts statt, bevorzugt in der Morgen- und Abenddämmerung. Die Nahrung besteht hauptsächlich aus kleinen Wirbellosen. Sie ernährt sich von Insekten, darunter Rüsselkäfer, Riesenwanzen, Raupen von Schmetterlingen, Larven von Zweiflüglern und anderen. Weitere wirbellose Tiere, die als Teil ihrer Nahrung dokumentiert wurden, sind Strandschnecken der Art Littoridina parchapei, Tellerschnecken der Gattung Biomphalaria und Blutegel der Familie Hirudinidae. Neben wirbellosen Tieren frisst sie kleinere Mengen pflanzlicher Nahrung, darunter die Samen von Gräsern und Simsen. Bei Untersuchungen in Südbrasilien bestand die Nahrung schätzungsweise zu 66 % aus wirbellosen Wassertieren, gefolgt von 25 % Regenwürmern und weniger als 10 % aus wirbellosen Landtieren.

## Verbreitung und Lebensraum

Verbreitungsgebiet (grün) der Weißflecken-Goldschnepfe

Die Weißflecken-Goldschnepfe bevorzugt die tropischen und subtropischen Tiefländern, in offenen Sümpfen und Mooren, entlang flacher Vegetationsgebiete rund um Flüsse und Bäche sowie auf landwirtschaftlichen Feldern. Sie lebt typischerweise in Vegetation, die in 75 bis 150 mm tiefem Wasser steht. Eine beschriebene Vegetation in einem Sumpfgebiet in Argentinien ragte nicht höher als 16 cm aus dem Wasser heraus. In Argentinien und Uruguay nutzt sie auch offene Gebiete wie Flussmündungen. In Paraguay lebt sie bis in die Cerrado-Vegetation hinein. Man findet sie normalerweise in Höhenlagen von Meeresspiegel bis 500 Meter in Chile. In Teilen Brasiliens wurde sie in Höhenlagen bis 1000 Meter gesichtet. Eine Sichtung in San Juan erfolgte in 2750 Meter Höhe. Geeignete Lebensräume der Weißflecken-Goldschnepfe sind oft anfällig für Umwelt- und anthropogene Veränderungen, wie beispielsweise die Austrocknung von Feuchtgebieten für die landwirtschaftliche Nutzung.

## Migration
Die Weißflecken-Goldschnepfe ist überwiegend ein Standvogel. Als Reaktion auf lokale Dürre- oder Überschwemmungsverhältnisse kann sie kurze Strecken zurücklegen und verlässt Gebiete, sobald diese zu trocken werden. Der Zug erfolgt vermutlich nachts. In einigen Gebieten Argentiniens werden regelmäßige saisonale Züge beobachtet. Am südlichen Rio Negro und im nördlichen Chubut gilt der Vogel als nicht brütender Zugvogel. In Chile wurden keine saisonalen Wanderungen beschrieben. Die Vögel verbleiben jedoch nicht das ganze Jahr über an denselben Standorten, was höchstwahrscheinlich auf die Veränderungen des Wasserstands in den geeigneten Lebensräumen zurückzuführen ist. Im brasilianischen Bundesstaat Rio Gande do Sul scheinen die Vögel im Spätherbst und in den Wintermonaten Mai bis Juli aufgrund lokaler Überschwemmungen zu fehlen.

## Etymologie und Forschungsgeschichte
Die Erstbeschreibung der Amazonasseeschwalbe erfolgte 1816 durch Louis Pierre Vieillot unter dem Namen Totanus semi-collaris. Als Verbreitungsgebiet gab er Paraguay an. Bei seiner Beschreibung bezog er sich auf Chorlito del golas obscuras y blanca von Félix de Azara. 1923 führten Alexander Wetmore und James Lee Peters die für die Wissenschaft neue Gattung Nycticryphes ein.  Der Begriff ist ein Wortgebilde aus νυκτι-, νυξ, νυκτος nykti-, nyx, nyktos, deutsch ‚nächtlich, Nacht‘ und κρυφη kryphē, deutsch ‚geheimnisvoll‘. Der Artname semicollaris hat seinen Ursprung in lateinisch semi-, semis, semissis ‚halb, Hälfte‘ und lateinisch collaris, collum ‚Kragen, Nacken‘. Alfred Laubmann hatte für sein Werk Die Vögel von Paraguay keine Bälge  zur Verfügung. Er sah aber Nachweise in der Literatur für Waikthlatingmayalwa im Gran Chaco durch John Graham Kerr und das Departamento Alto Paraná durch Arnaldo de Winkelried Bertoni.